# Lingewaal

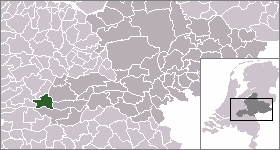
Lingewaals läge

Lingewaal är en historisk kommun i provinsen Gelderland i Nederländerna. Kommunens totala area är 54,59 km² (där 4,0 km² är vatten) och invånarantalet är på 10 798 invånare (2005).